# Vilamur
Vilamur és una vila del terme municipal de Soriguera, a la comarca del Pallars Sobirà. Ja pertanyia a l'antic municipi de Soriguera, abans que hi fos annexat el d'Estac.
Es troba a 1.257,2 metres d'altitud, a l'oest de Soriguera, i avui dia exerceix de capital del municipi. Destaca el vell castell de Vilamur, que fou el centre del Vescomtat de Vilamur. De fet, Vilamur sempre ha estat el centre del seu territori, fos el Vescomtat de Vilamur o sigui l'actual terme municipal de Soriguera.
El poble és en un pla força elevat, en el punt de trobada del Serrat de Castilló, a ponent de la vila, i de la Querrilla, al sud-oest. Just al nord de la vila hi ha també l'extrem de ponent del Serrat de Sant Miquel.
Hi destaquen els fragments de mur del clos de la vila conservats, com la porta d'accés al poble des de la carretera, i l'església parroquial de la Mare de Déu de Medina. En els entorns de la vila es troben les restes de l'església romànica de Sant Miquel.

## Etimologia
Es tracta d'un topònim romànic, d'origen medieval, de caràcter descriptiu. Mot compost dels mots comuns vila i mur, amb el mateix significat actual, indica el caràcter de la població, una vila murada (Segons Joan Coromines, del llatí villa muri, la vila del mur).

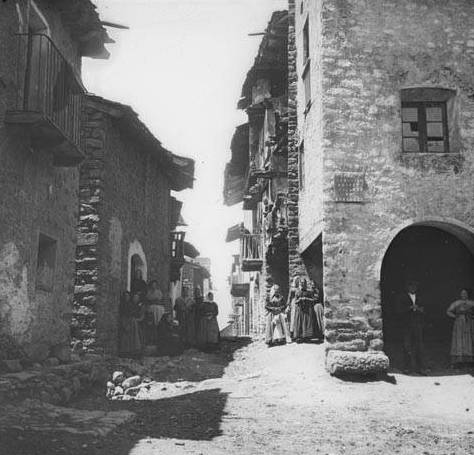
El carrer Major de Vilamur als voltants de 1890

## Geografia

### El poble de Vilamur
Situat en un pla, Vilamur presenta un traçat urbà medieval molt ben dibuixat, com el que es dona a Peramea o a la Pobleta de Bellveí. Forma un nucli rectangular, posat al biaix d'oest-nord-oest a est-sud-est, amb murades a l'entorn, en part conservades, i portes d'accés al clos de la vila (tot i que la conservada al costat de l'església parroquial és moderna, ja que l'antiga, anterior al segle xiv, fou lamentablement destruïda per a facilitar el pas dels camions de la llet els anys 70, del segle XX). A l'interior, tres carrers en un sentit i tres en l'altre fan que les cases quedin força arrenglerades. L'església de la Mare de Déu de Medina és al centre del costat nord del poble. A Casa Franquet hi havia la capella de la Mare de Déu del Roser de Casa Franquet, actualment convertida en safareig públic.

#### Les cases del poble[2]
| - L'Abadia - Casa Alfonso - Casa Argullós - Casa Baga - Casa Bairat - Casa Bernat - Casa Batalla - Casa Blasi - Casa Corral | - Casa Cortals - Casa Elvira - Casa Ermengol - Casa Estaron - Casa Favolí - Casa Feliu - Casa Franquet - Casa Gavatx - Casa Guerxes | - Casa Magí de la Rosa - Casa del Masover - Casa Miquela - Casa Morgó - Casa Morgonet - Casa del Notari - Casa Oliaire - Casa Pòlit | - Casa Ponet - Casa Quelo - Casa Quim - Casa del Quimet - Casa Rita - Casa del Ritort - Casa Sastret | - Casa Savalls - Casa Tartera - Casa Teixidor - Casa Teresa - Casa Terrissaire - Casa Tomasó - Casa Tropes |

## Història

Escut dels vescomtes de Vilamur

### Edat mitjana
Centre del Vescomtat de Vilamur, la vila murada -cosa que li dona el mateix nom- possiblement succeí un establiment anterior, que en algun moment va ser conquerit als àrabs. Dos detalls de topònímia hi fan referències: la font principal es diu encara avui dia Font del Moro, i l'església és dedicada a la Mare de Déu de Medina; Medina/Madina és un terme àrab que significa vila o ciutat.

### Edat moderna
El 1553 Vilamur enregistrava 41 focs civils i 1 d'eclesiàstic (uns 210 habitants).

### Edat contemporània
Pascual Madoz dedica un article breu del seu Diccionario geográfico... a Vilamur. Hi diu que és una vila agregada a l'ajuntament de Soriguera. Es troba en una plana situada en una muntanya envoltada d'altres de més altes. Tenia en aquell moment 30 cases, una font i l'església parroquial de Santa Maria, de la qual depèn la d'Embonui. Les terres són fluixes, muntanyoses i pedregoses. S'hi collia sègol, patates, mongetes i fenc. S'hi criava bestiar de tota mena, encara que el preferit és el vacum. Hi havia caça de llebres, perdius i conills, i s'hi pescaven truites. Comptava amb 25 veïns (caps de casa) i 150 ànimes (habitants).

## Demografia[5]
| 1857 | 1888 | 1900 | 1910 | 1920 | 1930 | 1940 | 1950 | 1960 | 1970 | 1981 | 1991 | 2000 | 2002 | 2004 | 2006 | 2008 | 2010 | 2011 |
| ---- | ---- | ---- | ---- | ---- | ---- | ---- | ---- | ---- | ---- | ---- | ---- | ---- | ---- | ---- | ---- | ---- | ---- | ---- |
| 256  | 215  | 153  | 150  | 166  | 178  | 124  | 140  | 134  | 73   | 50   | 48   | 56   | 66   | 62   | 59   | 64   | 66   | 60   |

## Cultura popular i tradicional
A Vilamur es conservà, fins al primer terç del segle xx, el Ball de la Cadril. La ballaven dotze parelles; avançaven en rogle, afilerats. Hi havia un punt en què els homes feien l'acció de pegar amb la mà la cuixa de la parella, i en un altre feien veure que li llançaven un cop de peu a l'anca. Sembla que fou portat de França o Occitània pels que hi anaven a fer la verema.

## Comunicacions
Vilamur està molt ben comunicat per carretera, atès que passa per les parets nord de la vila la carretera N-260, en el seu punt quilomètric 270.